# بوتساند
بوتساند (به آلمانی: Bottsand) منطقه ساحلی است که در ۱۶ کیلومتری شمال‌شرق کیل ، آلمان قرار دارد . ساختار زمین‌شناختی و طبیعی بوتساند از سه قسمت ماسه‌زار ساحلی ، هور ، نیزار تشکیل شده است . از حیوانات بوتساند می‌توان به تنجه ، پرستوی دریایی کوچک ، سلیم طوقی ، اردک ماهی‌خوار کاکلی می‌توان اشاره کرد . در قسمت ماسه‌ای بوتساند برهنگی آزاد است . 